# Kinokawa (Wakayama)
Kinokawa (紀の川市 Kinokawa-shi?) es una ciudad localizada en la prefectura de Wakayama, Japón. En junio de 2019 tenía una población estimada de 59.374 habitantes y una densidad de población de 260 personas por km². Su área total es de 228,21 km².

## Geografía

### Localidades circundantes
- Prefectura de Wakayama
  - Wakayama
  - Kainan
  - Iwade
  - Katsuragi
  - Kimino
- Prefectura de Osaka
  - Sennan
  - Izumisano
  - Kaizuka
  - Kishiwada

## Demografía
Según los datos del censo japonés, esta es la población de Kinokawa en los últimos años.
| Año del censo | Población |
| ------------- | --------- |
| 1995          | 68.802    |
| 2000          | 70.067    |
| 2005          | 67.862    |
| 2010          | 65.840    |
| 2015          | 62.616    |